# Jay Belasco
Pour les articles homonymes, voir Belasco.
Jay Belasco, né à New York le 11 janvier 1888, et mort à Santa Monica le 1er mai 1949, est un acteur américain. La plus grande partie de sa carrière s'est déroulée au cinéma muet. Il apparaît dans une centaine de films.

## Biographie
Jay Belasco repose au Woodlawn Memorial Cemetery, à Santa Monica.

## Filmographie partielle
- 1916 : The Grasp of Greed de Joseph De Grasse : Eustace
- 1916 : The Price of Silence de Joseph De Grasse : Billy Cupps
- 1916 : The Phantom Island de Francis Ford : Robert Law
- 1918 : Three X Gordon d'Ernest C. Warde
- 1920 : Help Wanted-Male de Henry King : Lieutenant
- 1920 : L'Enfant de la tempête (Jenny Be Good) de William Desmond Taylor : Royal Renshaw
- 1920 : Le Palais aux fenêtres obscures (The Palace of Darkened Windows) de Henry Kolker : Billy Hill
- 1927 : The Wrong Mr. Wright de Scott Sidney
- 1933 : Celle qu'on accuse (The Woman Accused) de Paul Sloane : Tony Graham
- 1935 : Soir de noces (The Wedding Night) de King Vidor : un invité à la noce
- 1935 : Bons pour le service (Bonnie Scotland) de James W. Horne : Officier britannique (non crédité)
- 1936 : Soupe au lait (The Milky Way) de Leo McCarey : homme en voiture (non crédité)